# Absolutní většina
Absolutní většina je zásada uplatňovaná při volbách nebo hlasování zastupitelského sboru. Používá se při závažnějších rozhodováních, než kdy stačí prostá většina.
Ve volbách je absolutní většinou zvolen kandidát, který obdrží nadpoloviční většinu odevzdaných hlasů, nestačí tedy získat pouze více hlasů než kterýkoli z protikandidátů. V české politice je tento princip použit například při volbách do Senátu.
Při hlasování zastupitelského sboru je návrh odsouhlasen absolutní většinou tehdy, pokud pro návrh hlasovala více než polovina všech členů zastupitelského sboru, bez ohledu na počet skutečně přítomných zastupitelů. V české politice je tento princip použit například v situacích, kdy chce Poslanecká sněmovna přehlasovat zákon vrácený Senátem nebo prezidentem; senátní nebo prezidentské veto je přehlasováno tehdy, pokud tak hlasuje nejméně 101 poslanců, i když je přítomno méně než všech 200 poslanců.